# Hidroxilisina
5-Hidroxilisina é um aminoácido de fórmula química C6H14N2O3, derivado da lisina com uma hidroxila na posição 5. Este composto é conhecido como um dos componentes do colágeno .
Ele é biossintetizado a partir da lisina por oxidação, pela enzima lisil-hidroxilase; uma das causas da Síndrome de Ehlers-Danlos é uma mutação no gene que codifica esta enzima.